# La Grange (Karolina Północna)
La Grange – miasto w Stanach Zjednoczonych, w stanie Karolina Północna, w hrabstwie Lenoir.